# Szklana kula
Szklana kula – polski dramat psychologiczny z 1972 roku na podstawie opowiadania Kornela Filipowicza Święty.

## Obsada aktorska
- Franciszek Pieczka – "Król Życia"
- Andrzej Nardelli – Krzysztof
- Mieczysław Grąbka – Mops
- Krzysztof Stroiński – Rysiek
- Małgorzata Potocka – Irena
- Joanna Żółkowska – Aga
- Paweł Brun(inne języki) – Zygmunt
- Helena Dąbrowska – matka Agi
- Irena Netto – babcia Ireny
- Zofia Charewicz – pielęgniarka
- Elżbieta Karkoszka – płacząca dziewczyna

## Nagrody
- 1973 – Międzynarodowy Festiwal Filmowy w Corku (Irlandia). Nagroda za muzykę do filmu dla Wojciecha Kilara[2].